# Lijst van burgemeesters van Zwaag
Dit is een lijst van burgemeesters van de voormalige Nederlandse gemeente Zwaag in de provincie Noord-Holland. 

Per 1 januari 1979 werd Zwaag toegevoegd aan de gemeente Hoorn.
| Ambtsperiode                        | Naam burgemeester                              | Leven                                  | Partij of stroming | Bijzonderheden |
| ----------------------------------- | ---------------------------------------------- | -------------------------------------- | ------------------ | --- |
| ??? - ???                           | ???                                            |                                        |                    | |
| vóór mei 1837 - 21 december 1843    | Hercules Berckhout                             |                                        |                    | Woonachtig te Hoorn. Tevens burgemeester van Nibbixwoud en gemeentesecretaris van Nibbixwoud. |
| 20 mei 1844 - 12 oktober 1858       | F. Oyevaar                                     | 1806 - 12 oktober 1858                 |                    | Tevens gemeentesecretaris van Zwaag en Waarschap bij het Dijkbestuur van Dregterland. |
| 15 december 1858 - 29 december 1864 | Joan Adriaan de Vicq                           | 8 juli 1823 - 29 december 1864         |                    | Tevens gemeentesecretaris van Zwaag. |
| 1866 - 1886                         | Pieter Brinkerink                              |                                        |                    | |
| 1886 - 1896                         | Johannes Rozendaal                             |                                        |                    | |
| 1896 - 1899                         | J. Parker                                      |                                        |                    | |
| 1899 - 1904                         | C.L.W. van IJsendijk                           | ca.1869 - 28 oktober 1926              |                    | werd burgemeester van Purmerend |
| 1904 - 20 juli 1930                 | Jakobus Everhardus Gerardus Catharinus Dibbits | 12 maart 1873 te Gieten - 20 juli 1930 |                    | Dibbits ligt begraven op de algemene begraafplaats naast de Hervormde Kerk aan de Kerkelaan. Zijn graf is aangewezen als gemeentelijk monument. |
| 10 september 1930 - 1956            | Jan (J.) Wiering                               |                                        |                    | Voorafgaand en in dezelfde periode tevens burgemeester van Nibbixwoud. Vanaf 4 november 1930 tevens gemeentesecretaris van Zwaag. Wiering ligt begraven bij de katholieke kerk aan de Pastoor Nuyenstraat, zijn graf is aangewezen als gemeentelijk monument. |
| 7 augustus 1956 - 31 december 1978  | Ben (B.J.) Kalb                                | 10 januari 1918 - 24 april 2002        | CDA                | In dezelfde periode tevens burgemeester van Nibbixwoud. |